# Balanowithius egregius
Balanowithius egregius är en spindeldjursart som beskrevs av Beier 1959. Balanowithius egregius ingår i släktet Balanowithius och familjen Withiidae. Inga underarter finns listade.